# 水葬
水葬，是将尸体投入江河湖海中的一种丧葬方式。这种习俗主要流行于大洋洲的部分族群和亚洲中国南方的部分地区中。而水葬中目前最为出名的海葬，则主要流行于欧美地区。

## 历史
早在中国唐代的史籍《南史·扶南国传》中，即对扶南（今柬埔寨）地区的丧葬文化有所记载，“水葬则投之江流”。根据地方志记载，中国东南沿海地区也有将尸体举行仪式后投入海中的习俗。

## 现代
由于水葬（除海葬）有可能污染水源，故此葬法于现代多不被提倡。2008年福建某人无钱葬母而选择水葬，因涉嫌侮辱尸体罪而被警方刑拘。